# Келуд
Келуд (индон. Gunung Kelud, яв. ꦒꦸꦤꦸꦁꦏꦼꦭꦸꦠ꧀ Gunung Kelud) — действующий вулкан на острове Ява в Индонезии.
Расположен примерно в 90 километрах от второго по величине города Индонезии — Сурабая. Его высота 1731 метр. В период спокойствия в кратере вулкана образовывается озеро. Келуд входит в число самых активных вулканов Индонезии. С 1311 года вулкан извергался 29 раз. Самое мощное извержение Келуда произошло в 1568 году, тогда погибли около 10 тысяч человек. Ещё примерно пять тысяч человек погибли в 1919 году, когда кипящая вода из озера вылилась из кратера на склоны горы. В 1998 году жертвами извержения стали 35 человек.
Вновь вулкан начал извергаться 13 февраля 2014 года. В радиусе десяти километров от вулкана Келуд проживало около 350 тысяч человек, им было предписано немедленно эвакуироваться в безопасные места. Близлежащая местность покрылись толстым слоем пепла. По данным на 14 февраля 2014 года два человека погибло.